# AnNoText
AnNoText (Abkürzung für Anwalt und Notare Text- und Datenverarbeitung) ist eine seit 1978 entwickelte Anwendungssoftware für Anwälte und Notare.

## Funktion
Die Software unterstützt die wesentlichen Geschäftsprozesse einer Kanzlei in der Kanzleiorganisation als auch in der Mandatsbearbeitung, u. a. mit einem Dokumentenmanagement, Mahnverfahren und Zwangsvollstreckungen sowie der Möglichkeit, Masseninkasso-Verfahren umzusetzen. Auch das Rechnungswesen ist eingeschlossen. Zudem Funktionen wie die E-Akte für Tablet und Smartphone, ein Mandanten-Webportal, Wissensmanagement und Controlling-Werkzeuge.
Die Kanzleisoftware ermöglicht es Kanzleien, ihre Abläufe zu automatisieren, Informationen allen Mitarbeitern zugänglich zu machen und unternehmerische Geschäftsdaten auszuwerten. AnNoText kann auf Kanzlei-Servern oder in einem Rechenzentrum betrieben werden.

## Entwicklungsgeschichte
1978 begann der Rechtsanwalt Josef Kurth aus der Dürener Kanzlei Hermann, Kindgen, Dr. Schaefer und Kurth mit der Erarbeitung eines Programms für Notare und Rechtsanwälte. Damals wurde die Software auf das System AEG Olympia abgestellt, denn Personal Computer gab es noch nicht, man arbeitete auf Hardware der mittleren Datentechnik. AEG Olympia stellte die Hardware, in der Kanzlei wurde programmiert, während das Fachhaus für Berufsbedarf Dreske und Krüger aus Hannover, den Vertrieb übernahm.
1983 wurde AnNoText als Warenzeichen eingetragen. Ein Jahr später arbeiteten 400 Kanzleien an 1000 Arbeitsplätzen mit der Software. Nach dem Siegeszug des Personal Computers wurde das Programm 1986 nach MS-DOS portiert und 1993 die Umstellung auf Microsoft Windows 3.x auf der Cebit vorgestellt.
Seit 1994 umfasst AnNoText auch Workflows und Spracherkennung. Zu den Kunden zählen rund 4.000 Rechtsanwaltskanzleien und Rechtsabteilungen in der Industrie sowie Abteilungen im Rechnungswesen, die sich um das Forderungsmanagement kümmern. Über 1.500 Rechtsanwaltskanzleien arbeiten mit der Software ADVOLINE, deren technische Weiterentwicklung 2018 eingestellt wurde und an deren Stelle die Cloud-Kanzleisoftware Kleos trat.
Um die Ansprüche von Anwälten und Notaren gleichwertig bedienen zu können, führt Wolters Kluwer 2015 „Das Anwaltsnotariat“, die Kombination aus AnNoText und dem Marktführer für Nur-Notariatssoftware, TriNotar, ein.
Als Vorreiter der Digitalisierung wurden 2018 digitale Werkzeuge im "Digital Transformation Bundle" wie z. B. die smarte AnwaltsAkte für ein inhaltliches, digitales Arbeiten, die OnlineAkte als Mandantenportal und die Integration des beA-Anwaltspostfachs entwickelt und den Anwendern zur Verfügung gestellt.
2020 läutete AnNoText ein neues Verständnis des Einsatzbereiches von Kanzleisoftware ein, der neben dem klassischen Kanzleimanagement nun auch die digitale Mandatsbearbeitung umfasst. Der Funktionsumfang von AnNoText wurde aufgrund der sich verändernden Bedürfnisse von Kanzleien und insbesondere Anwälten um Legal-Tech-Tools erweitert, die ein integriertes und medienbruchfreies Arbeiten forcieren.  Lösungen für das mobile Arbeiten wurden im Herbst 2020 weiter optimiert.

## Softwarehersteller
Softwarehersteller von AnNoText ist die gleichnamige GmbH, die ihren Sitz von 1979 bis 2009 in Birkesdorf (Stadtteil von Düren) hatte. Seit 2009 ist die Gesellschaft in Hürth ansässig. Das Unternehmen erwirtschaftete 2009 mit über 100 Mitarbeitern einen Jahresumsatz von mehr als 15 Mio. Euro.
1996 gründete sie die französische Tochterfirma AnNoText France, heute DictaPlus France, 1998 die Firma DictaPlus Deutschland, die im Jahr 2003 zu einem Kompetenzcenter der Spracherkennung wurde.
2002 übernahm die deutsche Holding des Wissens- und Informationsdienstleisters Wolters Kluwer aus Amsterdam 74,9 % des Unternehmens; weiterer Gesellschafter blieb Mitbegründer Josef Schaefer (1947–2017) mit 25,1 % bis zum 5. Januar 2010. Er war Mitbegründer und Geschäftsführer vom 24. Mai 1989 bis zum 3. Juli 2009. Inzwischen gehört das Unternehmen vollständig der Wolters Kluwer Deutschland GmbH.